# 天瑞社區中心

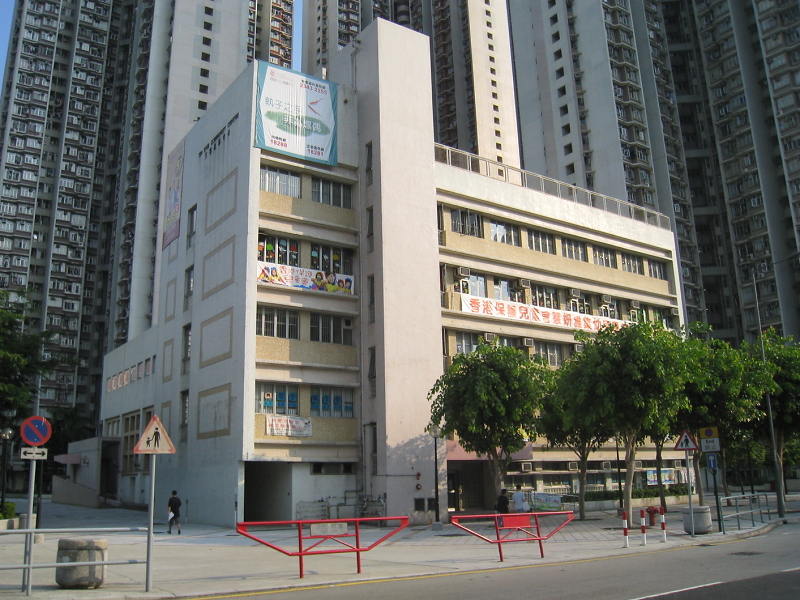
天瑞社區中心

天瑞社區中心（英語：Tin Shui Community Centre），是位於香港新界元朗天水圍新市鎮的天瑞邨的一處多元用途的社區會堂。機構可以填寫民政事務總署的申請表格，租用社區中心內的場地、外借物資或外借器材。申請表格

## 歷史
現時該社區中心租借予社區團體，例如：香港基督教女青年會的天水圍綜合家庭社會服務處、香港保護兒童會的慧研雅集日託幼兒園、鄰舍輔導會的天瑞鄰里康齡中心等。

## 鄰近
- 天瑞站
- 天瑞商場
- 天瑞體育館
- 天瑞邨
- 天瑞巴士總站

## 外部連結
- 九龍巴士公司（页面存档备份，存于）
- 城巴有限公司（页面存档备份，存于）
- 中原地圖（页面存档备份，存于）
- 黃頁地圖（页面存档备份，存于）
- 龍運巴士有限公司（页面存档备份，存于）
- 公共小型巴士資料庫
- 香港鐵路公司（页面存档备份，存于）